# Antonio Martínez Serrano
Antonio Martínez Serrano (La Gineta, província d'Albacete, 16 de novembre de 1927 - Sant Joan d'Alacant 13 de juny de 2016) va ser un futbolista, professor mercantil i polític valencià.
El 1936 es va traslladar a Alacant, on ha viscut des d'aleshores. Va jugar a futbol en l'Alacant Club de Futbol, del qual en fou president en 1970 i en 1974. Ha treballat com a agent de duanes i fundà i presidí la Cooperativa de Transport. També ha estat molt vinculat a les societats de les Fogueres de Sant Joan d'Alacant i fou vocal de la Junta d'Obres del Port d'Alacant.
Va intentar ser regidor d'Alacant pel terç sindical en 1970, però no fou nomenat. A les eleccions municipals espanyoles de 1979 fou candidat a l'alcaldia d'Alacant amb la candidatura "Alacant Independent" que rebutjava qualsevol ideologia. A les eleccions a les Corts Valencianes de 1983 fou elegit diputat dins les files d'Unió Valenciana dins la Coalició Popular, encara que en 1984 deixà el partit i passà al Grup Mixt. El 1986 fou dirigent de la Unió Provincial d'Alacant (UPRA) i a les eleccions generals espanyoles de 1989 fou candidat de l'Agrupació Electoral José María Ruiz Mateos, però no fou escollit. Després va passar a Iniciativa Independent.